# Байсуат
Байсуа́т (каз. Байсуат, до 2007 г. — Про́хоровка) — аул в Буландынском районе Акмолинской области Казахстана. Входит в состав Караузекского сельского округа. Код КАТО — 114055700. 

## География
Аул расположен в северной части района, на берегу реки Кайракты, на расстоянии примерно 13 километров (по прямой) к юго-западу от административного центра района — города Макинск, в 4 километрах к югу от административного центра сельского округа — аула Караозек.
Абсолютная высота — 341 метров над уровнем моря.
Ближайшие населённые пункты: село Аккайын — на юге, аул Караозек — на севере, село Еруслановка — на востоке.
Западнее аула проходит автодорога областного значения КС-1 «Жалтыр — Макинск».

## История
Основан в 1908 году как переселенческий участок «Базар-Аул» Вознесенской волости Кокчетавского уезда Акмолинской области — с нарезкой земли на 287 душевых долей при норме 12 десятин на душу. Участок назван по имени аульного старшины Базара , аул которого находился на этом месте , а  его могила  была в северной оконечности села на месте нынешнего моста через реку Кайракты. 
Сельское общество образовано в 1909 году, которое на первом сельском сходе и присвоило название селу — Прохоровское. Казенный колодец построен в 1910 году.
Постановлением Акимата Акмолинской области от 27 апреля 2007 года № а-5/145 и решением Акмолинского областного Маслихата от 27 апреля 2007 года № ЗС-26-13 «О переименовании некоторых населенных пунктов Акмолинской области по Буландынскому и Аршалынскому районам», зарегистрированное Департаментом юстиции Акмолинской области 25 мая 2007 года № 3223 — село Прохоровка Караозекского сельского округа было переименовано в село Байсуат.

## Население
В 1989 году население аула составляло 305 человек (немцы — 35%, русские — 34%).

В 1999 году население аула составляло 230 человек (122 мужчины и 108 женщин). По данным переписи 2009 года, в ауле проживало 230 человек (113 мужчин и 117 женщин).
| Численность населения | Численность населения | Численность населения |
| 1989                  | 1999                  | 2009                  |
| --------------------- | --------------------- | --------------------- |
| 305                   | ↘230                  | →230                  |

## Инфраструктура
В ауле функционируют:
- Байсуатская общеобразовательная начальная школа (11 учащихся);
- Медицинский пункт;
- 1 частный магазин.

28 сентября 2018 года начала работу Макинская птицефабрика, проектная мощность которой — 25 тыс. тонн мяса птицы в год.
▪️Инкубатор Макинской птицефабрики 
▪️ТОО«БайсуатТас» (каменный карьер)

## Улицы[8]
- ул. им. Абая Кунанбаева,
- ул. им. Абылай хана,
- ул. Центральная.